# Pachyammos
Pachyammos (griechisch Παχύαμμος) ist eine Gemeinde im Bezirk Nikosia in der Republik Zypern. Bei der Volkszählung im Jahr 2021 hatte sie 59 Einwohner.

## Name
Der Name des Dorfes steht vermutlich im Zusammenhang mit der Beschaffenheit der Landschaft, insbesondere dem Vorkommen von dichtem Sand in der Umgebung. Im Griechischen bedeutet pachia „dick“ und ammos „Sand“.

## Lage und Umgebung

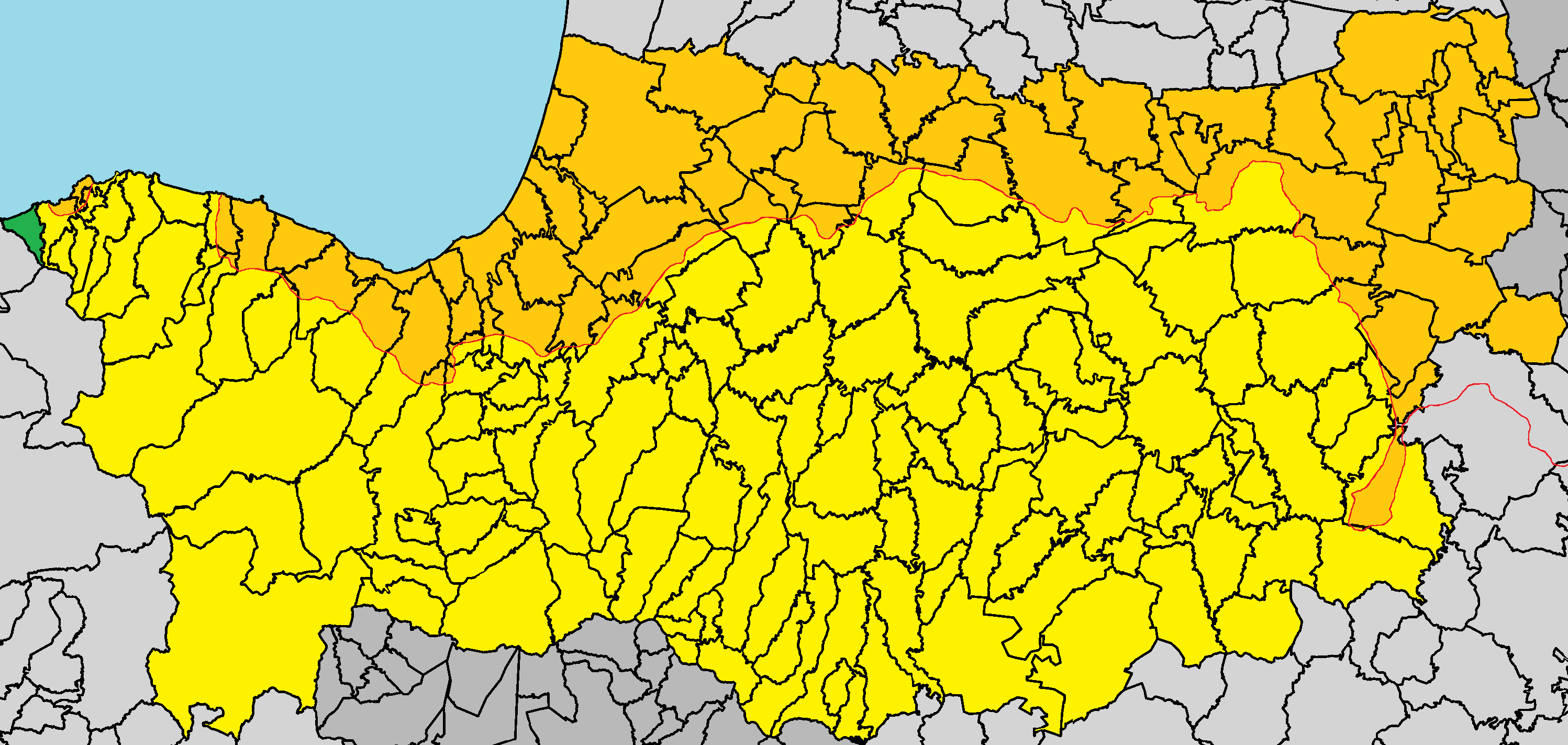
Lage im Bezirk Nikosia

Pachyammos liegt auf der Tillyria-Halbinsel im Nordwesten der Mittelmeerinsel Zypern auf einer Höhe von etwa 330 Metern, etwa 200 Kilometer westlich von Nikosia, 130 Kilometer nordwestlich von Limassol, 180 Kilometer westlich von Larnaka und 60 Kilometer nordöstlich von Paphos. Das 3,52099 Quadratkilometer große Dorf grenzt im Osten an die Gemeinde und nordzyprische Exklave Erenköy/Kokkina, im Westen an Pomos und im Norden an das Meer. Das Dorf kann über die Straße E704 erreicht werden.
Die Umgebung von Pachyammos ist durch eine von kleinen Bächen durchzogene Landschaft geprägt, die aus den südlich gelegenen Bergen entspringen und in das nördlich angrenzende Meeresgebiet münden. Geologisch betrachtet wird das Verwaltungsgebiet des Dorfes von Laven und Diabasen des Troodos-Magmakomplexes bestimmt, auf denen sich Braunerden und Kieselerden entwickelt haben. Das Klima in Pachyammos ist durch eine durchschnittliche jährliche Niederschlagsmenge von etwa 450 Millimetern gekennzeichnet. Auf dem begrenzten Ackerland werden vor allem Zitrusfrüchte, Mandelbäume, Bananenstauden, Olivenbäume, einige goldene Äpfel sowie in geringem Maße Getreide und Gemüse angebaut.

## Geschichte
Archäologische Funde belegen, dass das Gebiet von Pachyammos bereits in der späten Bronzezeit besiedelt war. Pachyammos liegt in der gleichen Gegend, in der sich einst eine alte Siedlung namens Agia Eleni befand. Diese wurde vermutlich in der frühbyzantinischen Zeit zu Ehren der Heiligen Helena errichtet, die der Überlieferung nach Zypern im 4. Jahrhundert n. Chr. besuchte. Agia Eleni existierte offenbar während der fränkischen und venezianischen Herrschaft weiter und ist auf alten Karten als S. Eleni verzeichnet. Auch das nahegelegene Kap Pomos trug damals diesen Namen. Es wird angenommen, dass Pachyammos eine Nachfolgesiedlung von Agia Eleni ist und vermutlich während der osmanischen Herrschaft gegründet wurde.
Die Gemeinde Pachyammos Tillyrias wurde 1931 offiziell gegründet. Ursprünglich bestanden zwei Siedlungen: Kolokapi und Halleri. 1937 wurden alle Einwohner von Kolokappi und Halleri nach Pachyammos umgesiedelt.
Obwohl das Dorf Pachyammos flächenmäßig klein ist, wurde es in den für Zypern entscheidenden Jahren schwer geprüft. Beim Referendum 1950 stimmten die Einwohner einstimmig für die Union mit Griechenland. Während des Zypriotischen Unabhängigkeitskriegs von 1955 bis 1959 unterstützte Pachyammos die Kämpfer unter der Führung von Papa Michael Christofis.
Während der interkommunalen Konflikte nach dem türkisch-zypriotischen Aufstand im August 1964 wurde das Dorf von der türkischen Luftwaffe bombardiert. In dieser Zeit plante die Türkei die Besetzung der Region, wodurch Pachyammos direkt in die Kämpfe verwickelt wurde. Die Bewohner verzeichneten die Namen mutmaßlicher Kollaborateure und übergaben diese an den Innenminister Polykarpos Giorkatzis. Viele Einwohner, die zuvor in Xeros arbeiteten, mussten aufgrund der Lage ihre Arbeitsplätze aufgeben und ins Dorf zurückkehren. Die Nationalgarde-Kompanie von Pachyammos übernahm auf Anordnung der Republik Zypern die Bewachung des Dorfes. Der Gemeindevorsteher diente als Kommandant der Einheit, während Pater Theodoros ihn bei Abwesenheit vertrat.

### Bevölkerungsentwicklung
Die folgende Tabelle zeigt die Bevölkerung des Dorfes, wie sie in den in Zypern durchgeführten Volkszählungen erfasst wurde.
| Jahr      | 1891 | 1901 | 1911 | 1921 | 1931 | 1946 | 1960 | 1976 | 1982 | 1992 | 2001 | 2011 | 2021 |
| Einwohner | 89   | 116  | 140  | 148  | 190  | 225  | 281  | 273  | 176  | 130  | 97   | 70   | 59   |

## Kultur und Sehenswürdigkeiten

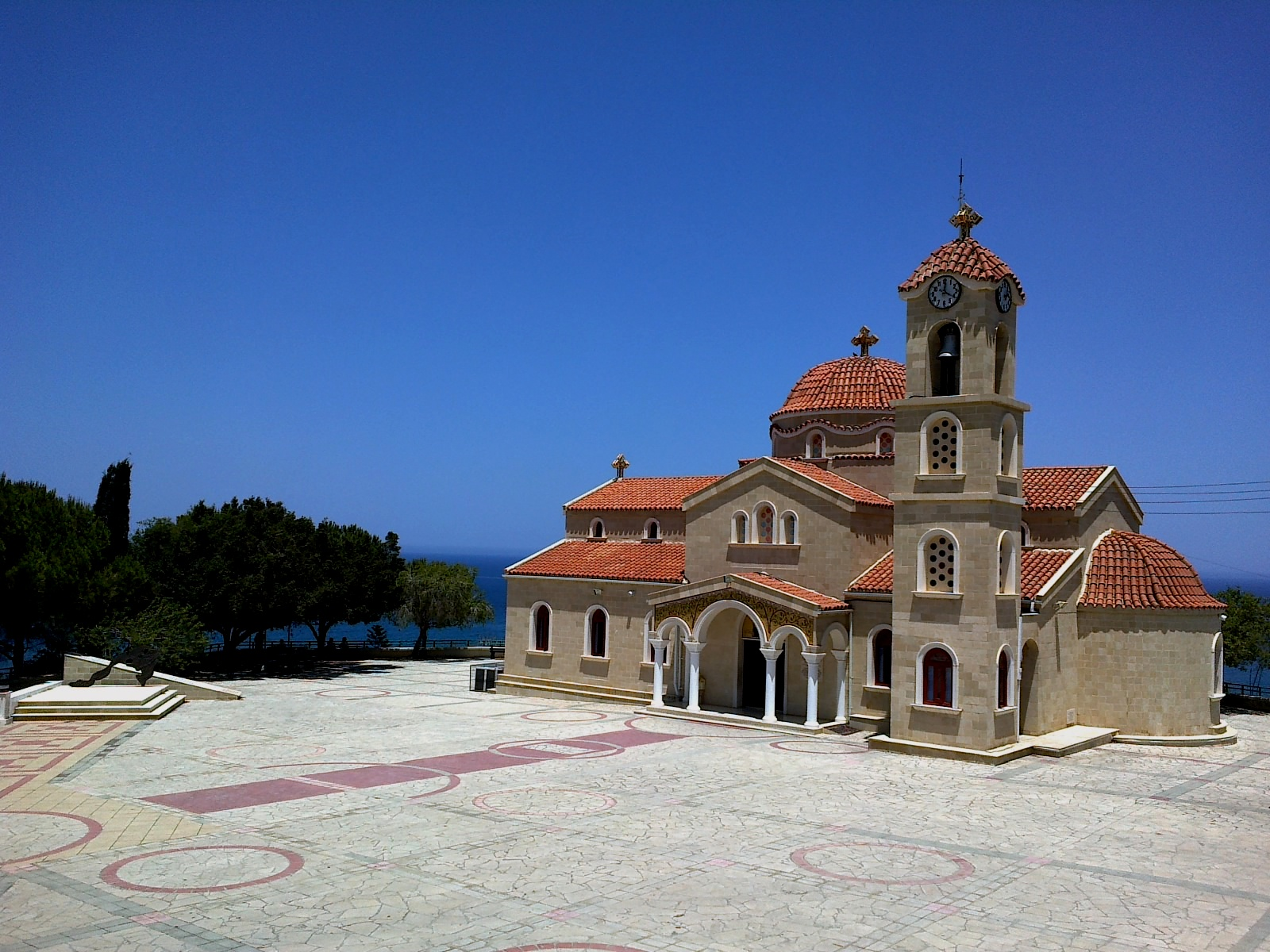
Kirche Agios Raphael

- Die Kirche Agios Raphael ist eine Kirche in Pachyammos, die auf die wundersame Heilung eines Dorfbewohners im Jahr 1987 zurückgeht. Sie wurde ab 1989 gebaut.
- Die Kirche Agios Georgios war der ursprüngliche Pfarrkirche von Pachyammos vor dem Bau der Kirche Agios Raphael. Sie wurde im August 1964 während der türkischen Luftangriffe schwer beschädigt und später, im Jahr 1992, umfassend restauriert.[4]
- Der Pachyammos-Strand ist ein etwa 800 Meter langer, naturbelassener Kiesstrand. Er liegt nördlich des Dorfes und ist Nistplatz für Meeresschildkröten.[27]